# Натансон Володимир Олександрович
Натансон Володимир Олександрович (рос. Натансон, Владимир Александрович; 1 березня 1909, Гуляйполе — 1994) — радянський піаніст, педагог і музикознавець.
Учень Ф. Кенемана і С. Фейнберга. З 1935 р викладав в Московській консерваторії, з 1967 професор; одночасно в 1949—1977 рр. викладав в училищі при консерваторії; кандидат мистецтвознавства (1958). Автор методичних робіт, досліджень в галузі історії, теорії та методики фортепіанного виконавського мистецтва, редактор численних нотних видань і збірників педагогічного репертуару.
Серед учнів Натансона були, зокрема, Данг Тхай Шон, Т. Добровольська, В. Коробов, І. Куликова, А. Малкус, Р. Губайдуллін, Карло Леві Мінц, В. Ямпольський, В. Шкарупа, Мігель Анхель Шебба.